# Lastlog

lastlog — утилита UNIX-подобных операционных систем, позволяющая просмотреть лог-файл последних входов в систему.

## Работа с программой
```
lastlog
 
[
ОПЦИИ
]

```

lastlog выводит информацию (имя пользователя, порт и дату последнего входа) о входах в систему, содержащуюся в файле /var/log/lastlog. По умолчанию строки выводятся в том же порядке, в котором они указаны в /etc/passwd.

## Опции
- -b, --before N — вывод записей старше N дней.
- -h, --help — вывод справки.
- -t, --time N — вывод записей раньше N дней.
- -u, --user X — вывод информации по конкретному пользователю (пользователям). X может быть именем пользователя, его номером (id), либо диапазоном id, указанным в формате MIN-MAX (допустимы варианты MIN- и -MAX, выводящие информацию по пользователям, чьи id не меньше и не больше, чем MIN и MAX соответственно).

Если пользователь никогда не входил в систему, то вместо порта и даты последнего входа выводится сообщение **Никогда не входил в систему**.

## Файл /var/log/lastlog
Файл lastlog является базой данных, содержащей записи о предыдущих входах в систему. Кроме того он является разреженным, поэтому его действительный размер может быть намного меньшим, чем его отображает, например, команда ls -l (для получения действительного размера файла можно воспользоваться командой ls -s).